# آرون ويليامز (كرة سلة)
آرون ويليامز (بالإنجليزية: Aaron Williams)‏ مواليد 2 أكتوبر 1971 في إيفانستون، هو لاعب كرة سلة أمريكي معتزل أصبح مدرباً مساعدا بدأ مسيرته الاحترافية في سنة 1993. يبلغ طوله 6 قدم 9 بوصة (2.1 م). اعتزل اللعب في 2008.

## المسيرة الاحترافية
لعب مع يوتا جاز في موسم 1993–94 ، ثم لعب مع ميلووكي باكز في موسم 1994–95 ، ثم لعب مع أمبيلوكيبي في موسم 1995–1996، ثم لعب مع دنفر ناغتس في موسم 1996–97 ، ثم لعب مع ميمفيس غريزليس في سنة 1997، ثم لعب مع سياتل سوبرسونيكس من سنة 1997 إلى 1999.

## روابط خارجية
- آرون ويليامز على موقع إن بي أي (الإنجليزية)
- آرون ويليامز على موقع سبورتس رفرنس (الإنجليزية)
- آرون ويليامز على موقع كرة السلة الأوروبية.كوم (الإنجليزية)
- آرون ويليامز على موقع كلية كرة السلة في سبورتس رفرنس.كوم (الإنجليزية)
- آرون ويليامز على موقع ريلجم (الإنجليزية)
- آرون ويليامز على موقع بروبوليرز (الإنجليزية)